# هيثم بودي
هيثم بودي روائي وفنان تشكيلي كويتي من مواليد 19 أغسطس 1965 في الشامية، وله إصدارات أدبية تحول بعضها الى أعمال تلفزيونية درامية مثل رواية (الدروازة) و(الإعصار) التى تحولت إلى مسلسل (الهدامة) الملحمي، و(الطريق إلى كراتشي) الحائزة على تنويه جائزة الإبداع العربي في الشارقة لعام 2006م، ومجموعته القصصية (الصالحية) التى حازت على المركز الأول لأفضل الكتب مبيعا وفقا لتقرير رابطة الأدباء الكويتية.

## العمل
يعمل مذيعاً تلفزيونياً، ويقدّم برامج باللغة الإنجليزية.

## مؤلفاته
- الدروازة
- الهدامة.[4]
- الطريق الى كراتشي.[5]
- درب السنع
- النخيل
- الصالحية
- الفنار
- الدرة... ملحمة الحب والوفاء.[6]
- الملاحم الكويتية.[3]